# Сексуальный суррогатный партнёр
Сексуальные суррогаты, также называемые суррогатными сексуальными партнёрами, служат методом решения интимных и сексуальных проблем в психотерапии и сексологии. Суррогатный партнёр сотрудничает с психотерапевтом для достижения определённых целей психотерапии своего клиента. Эта триадическая модель используется для двойной поддержки клиента: он выполняет экспериментальные упражнения и строит отношения со своим суррогатным партнёром, обрабатывая и интегрируя свой опыт с психотерапевтом или сексологом.

## Принцип работы
Модальность, в которой работают суррогатные партнёры, называется суррогатной партнёрской терапией. Этот метод используется для устранения проблем при физической и эмоциональной близости, которые клиент не может устранить с помощью традиционной психотерапии, и где требуется участие и помощь специального партнёра.
Перечень проблем с которыми сталкиваются клиенты, обычно содержит различные сексуальные дисфункции, отсутствие здорового интимного опыта или травматический сексуальный опыт в прошлом.

## История
Мастерс и Джонсон представили эту практику в своей книге «Человеческая сексуальная неадекватность», опубликованной в 1970 году. Они считали, что люди могут узнать о сексуальной близости только испытав её. В этом исследовании участники, которые были партнёрами друг другу в обычной жизни, работали вместе в серии упражнений для преодоления сексуальной дисфункции. А люди без партнёров были в паре с «суррогатами», занявшими место отсутствующего партнёра. Суррогатные партнёры работали под руководством обученного терапевта, и выступали в качестве наставника для клиента. В этом исследовании все суррогаты являлись женщинами, назначенными для работы с одинокими мужчинами. И сегодня, в большинстве случаев суррогаты — женщины, но встречаются и мужчины.
Практика партнёрской суррогатной терапии достигла своего пика в начале 1980-х годов, когда несколько сотен суррогатных партнёров практиковали в США. С тех пор популярность этого метода терапии снизилась, но недавно вновь вошла в общественное сознание после фильма 2012 года «Суррогат», в котором была показана работа суррогатного партнёра с человеком с ограниченными возможностями. В настоящее время терапия с суррогатным партнёром практикуется не очень часто.

## Типичные проблемы
Пациенты часто имеют следующие специфические проблемы: 
| - Проблемы с близостью - Отсутствие доверия - Отсутствие опыта - Проблемы в общении - Тревога при знакомстве - Сексуальные запреты - Низкое либидо - Ограничение в физических возможностях | - Сексуальное отвращение - Анамнез половых преступлений и сексуальных злоупотреблений - Эректильная дисфункция - Преждевременная эякуляция - Неспособность эякулировать с партнёром - Вагинизм - Генитальная боль |

Суррогатный партнёр может помочь людям, чей сексуальный образ жизни изменился, например из-за приобретённой недееспособности (несчастный случай, паралич, травма), исследовать и развить сексуальный потенциал снова. Причины сексуальных проблем многочисленны, следовательно и методы, которые суррогат может использовать для улучшения сексуальной жизни клиента, совершенно разнообразны.

## Терапия
Поскольку сексуальные проблемы часто являются психологическими, а не физическими, коммуникация играет ключевую роль в терапевтическом процессе между пациентом и суррогатным партнёром, а также между суррогатным партнёром и терапевтом. Упражнения могут включать в себя, техники релаксации, сосредоточение чувств, общение, формирование здорового образа тела, обучение социальным навыкам, половое воспитание, а также обучение чувственным и некоторым сексуальным прикосновениям. Терапия суррогатного партнёрства начинается со встречи между клиентом, терапевтом и суррогатным партнёром, на которой обсуждаются цели терапии, объём и её продолжительность.
На протяжении всего процесса поддерживается связь между суррогатным партнёром и клиентом, клиентом и терапевтом, суррогатным партнёром и терапевтом.
Некоторые пары посещают сеансы терапии суррогатного партнёрства вместе, в то время как некоторые люди (одинокие или пары) посещают их в одиночку. Суррогат участвует в сексуальном образовании и интимных физических контактах и/или сексуальной активности с клиентами для достижения целей терапии. Некоторые суррогаты работают в консультационных центрах, в то время как другие имеют свои собственные офисы.

## Статьи
В статье Salon.com 2003 года «Я был девственником среднего возраста», написанной Майклом Каслманом, рассказывается об американском девственнике Роджере Эндрюсе и его терапии с помощью суррогата Вены Бланшар.

## Документальное кино
- Это жизнь с Лизой Линг[англ.] посвятил эпизод «Сексуальному исцелению» (4 сезон, 1 серия).
- Документальный фильм 1985 года Частная практика: история сексуального суррогата[англ.] посвящён исследованию отношений между сексуальным суррогатом (Морин Салливан), её клиентами, и терапевтами её клиентов.
- Эпизод Табу[англ.] «Запретная любовь» на National Geographic (7 Сезон, Эпизод 6, впервые вышедший в эфир 2011) показал профессионального секс-суррогата (Шерил Коэн-Грин[англ.])[10].
- Документальный фильм Discovery Fit & Health[англ.] «Мой секс-суррогат», впервые показанный в 2013 году, рассказывает о женщине и мужчине, которые работают с суррогатом. Роль партнёра, который работал с мужчиной, исполнила Шерил Коэн-Грин.

## В популярной культуре
- В американском фильме «Суррогат» (2012) Хелен Хант снялась в роли Шерил, сексуального суррогата, помогающего выжившему от полиомиелита Марку (Джону Хоуксу) потерять девственность в возрасте 38 лет. Фильм основан на реальной истории Марка О’Брайена и Шерил Коэн-Грин[англ.], О’Брайен написал о своём опыте в 1990 году[11].
- Израильский фильм «Суррогат» (2008) рассказывает о суррогате (Лана Эттингер), которая лечит мужчину (Амира Вольфа), подвергшегося сексуальному насилию в детстве. Фильм был снят Тали Шалом-Эзер и основан на исследованиях в клинике доктора Ронит Алони в Тель-Авиве.
- В эпизоде «Управление гневом» подруга Кейт (Сельма Блэр) — 32-летняя девственница, которая ищет свою первую сексуальную встречу с мужчиной. Чарли Гудсон (Чарли Шин) решает стать первым в качестве суррогата (не будучи профессионалом и не имея лицензии), после чего она привязывается к нему[12]. Позже она узнаёт, что Чарли занял место секс-суррогата вместо предоставленного ей партнёра от терапевта.
- «Мой терапевт» (1984) с Мэрилин Чамберс в главной роли.
- В первом эпизоде 10 сезона американского детективного сериала «Backstrom» под названием «Любовь — это роза, а тебе лучше её не брать», S.C.U. расследует дело о найденой мёртвой молодой девушке, которая была секс-суррогатом[13].
- Американский фильм «Теряя контроль[англ.]» (2014) рассказывает о профессиональной и личной жизни сексуального суррогата[14].
- «Мастера секса» эпизоды 03-07 и 03-08, сериал по мотивам творчества Мастерс и Джонсон.
- «Компаньоны»: персонаж матери Питера Бэша, которого играет Джейн Сеймур, является секс-суррогатом.
- В 3 сезоне (2006) «Boston Legal» под названием «Разве мы не можем получить лёгкое?»[15], Адвокат Джерри Эспенсон встречает сексуального суррогата Джоанну Монро (Джейн Линч) у своего адвоката и товарища Алана Шора (Джеймс Спейдер).